# Roberto I di Borgogna
Roberto I di Borgogna (1011 circa – Fleurey-sur-Ouche, 21 marzo 1076) fu conte di Charolais e di Langres, dal 1027 e duca di Borgogna dal 1032 fino alla morte; fu anche conte d'Auxerre dal 1040 al 1060.

## Origine
Come ci conferma l'Actus 9 del Hugonis Floriacensis, Liber qui Modernorum Regum Francorum continet, era il figlio maschio terzogenito del re di Francia e duca di Borgogna, Roberto II e della sua terza moglie, Costanza d'Arles, che ancora secondo Hugonis Floriacensis, Liber qui Modernorum Regum Francorum continet Actus 9, era figlia del conte d'Avignone, conte di Provenza e marchese di Provenza, Guglielmo I e di Adelaide d'Angiò (947 - 1026), figlia del Conte d'Angiò e poi, conte di Nantes e duca di Bretagna, Folco II (sempre secondo Hugonis Floriacensis, Liber qui Modernorum Regum Francorum continet Actus 9, Adelaide era la sorella del conte d'Angiò, Goffredo detto Grisegonelle, figlio di Folco II secondo la Chronica de Gesta Consulum Andegavorum, Chroniques d'Anjou) e di Gerberga (secondo lo storico Maurice Chaume era figlia del Visconte Goffredo d'Orleans).
Roberto II di Francia, come ci conferma la Genealogiæ Scriptoris Fusniacensis, era l'unico figlio maschio del duca dei Franchi e conte di Parigi poi incoronato re di Francia, Ugo Capeto e, come conferma la Vita Roberti Regis, di Adelaide d'Aquitania, di nobile stirpe aquitana, che, secondo la Acta Sanctorum, era figlia del conte di Poitiers, conte d'Alvernia e duca d'Aquitania (Adelaide…filia Pictavorum comitis, de progenie Caroli Magni moglie di Hugone, Francorum duce), Guglielmo III e di Gerloc (917-962, ribattezzata Adele) di Normandia, figlia del duca di Normandia, Rollone (870-927) e della seconda moglie, Poppa di Bayeux.
Fu il fratello minore del re di Francia, Enrico I.

## Biografia
Nel 1016, suo fratello, il secondogenito, Enrico venne investito del titolo di duca di Borgogna, come ci riporta, nelle sue cronache, il monaco cluniacense e cronista, Rodolfo il Glabro, anche se il ducato, per la giovane età di Enrico, continuava ad essere governato dalla corona; mentre l'anno dopo (1017), il fratello primogenito Ugo detto Magnus o il Grande, ancora secondo Rodolfo il Glabro, veniva associato al trono dal padre, Roberto II il Pio.
Ugo, spinto dalla madre, Costanza, tra il 1024 ed il 1025, sempre secondo Rodolfo il Glabro, si era ribellato al padre, Roberto II; ma, dopo essere stato sconfitto, si era sottomesso ed aveva ottenuto di avere un reale potere, che esercitò molto bene tanto che fu chiamato Ugo il Grande. Però, dopo pochi mesi, era morto; Ugo morì il 28 agosto 1025, sia secondo gli Obituaires de Sens Tome I.1, Abbaye de Saint-Germain-des-Prés (Obiit Hugo iuvenis rex Francorum) (V Kal Sep), che secondo gli Obituaires de Sens Tome I.1, Prieuré d'Argenteuil (Hugo iuvenis rex) (V Kal Sep).
Dopo la morte, di Ugo, il padre, Roberto II il Pio, avrebbe voluto associare al trono Enrico, il figlio maschio secondogenito, mentre Costanza d'Arles avrebbe preferito incoronare il fratello minore, Roberto, in quanto Enrico era già duca di Borgogna. Alla fine prevalse la volontà del padre ed Enrico venne incoronato re di Francia nella cattedrale di Reims il 14 maggio 1027 e fino al 1031 regnò assieme al padre.
Nel 1030, Roberto ed il fratello Enrico, sempre spinti da Costanza, si ribellarono al loro padre, il re Roberto II, conquistando alcuni castelli; Roberto II reagì, raccolse un esercito e andò in Borgogna, dove ne seguì una guerra civile, che arrecò grandi devastazioni; dopo aver consultato Guglielmo da Volpiano, che gli ricordò le sue ribellioni contro il padre, re Roberto ammise le sue colpe e i tre fecero la pace.
Il re Roberto II morì nel 1031, come ci viene confermato dalla Chronica Albrici Monachi Trium Fontium, che ce lo ricorda come uomo dedito alle opere di carità.
Dopo la morte del padre, sempre nel 1031, la regina madre Costanza, spalleggiata dal conte Oddone II di Blois, capeggiò una rivolta per poter mettere sul trono il terzogenito, Roberto al posto di Enrico, già incoronato quattro anni prima. La regina madre si impossessò di Senlis, Dammartin, Le Puiset, Poissy e Sens, donata per metà a Oddone II (come compenso per l'appoggio ricevuto). Enrico, con il sostegno decisivo del duca di Normandia, Roberto I il Magnifico, si difese con vigore, riprese alcune città, costrinse la madre e il fratello alla pace (secondo Rodolfo il Glabro il merito degli accordi di pace andò soprattutto al conte d'Angiò, Folco III Nerra, che redarguì la cugina e la condusse a più miti consigli) e mantenne il trono, cedendo però al fratello, Roberto, il ducato di Borgogna, che ormai, da quasi trent'anni, era legato alla corona di Francia. Nel 1032, Roberto divenne il Duca di Borgogna Roberto I.
Tra il 1033 ed il 1034, Roberto si sposò, come ci viene confermato dal documento nº 21 della Histoire des ducs de Bourgogne de la race Capétienne, datato 1034, in cui Roberto controfirma con la moglie (Roberti ducis et uxoris sue), con Helie di Semur, figlia di Dalmazio, signore di Semur, come risulta da Le cartulaire de Marcigny-sur-Loire 1045-1144 (Dalmatius pater sancti Hugonis abbatis Cluniacensis et Gaufredi Sinemurensi[s], Andrae levitae, Joceranni et Dalmatii et sororum eorumdem scilicet Materdis, Adalaidae et Ceciliae atque Evellae) e di Aremburga; Helie sottoscrisse diversi documenti assieme al marito Roberto, tra cui due documenti del Recueil des chartes de l'abbaye de Cluny. Tome 4: il nº 2888, datato 1035 circa, col figlio primogenito, Ugo (Signum Hugonis ducis filii, bone indolis pueri, Signum matris ejus) e il nº 2949, datato 1040, (Signum Roberti ducis, qui hoc testamentum fieri precepit. Signum Iliæ, uxoris ejus) e due documenti del Recueil des chartes de l´abbaye de Saint-Germain-des-Prés: il doc. n° LV, datato 1040, (Robertus Burgundie dux, Elie conjugis eius) e il documento n° LVII, datato 1043/44, (Robertus dux Burgundiorum cum uxore mea Helia).
Tra il 1048 ed il 1049, Roberto ripudiò Helie, a causa di consanguineità, come si può apprendere da una lettera inviata a papa Leone IX dall'abate di Fécamp (Burgundionum infrunito duce R...abdicatis legitimi thori connumbiis......in inhonestis et consanguinitate fœdatis thalamis); infatti nel documento LIX del Recueil des chartes de l´abbaye de Saint-Germain-des-Prés, datato 1053, Helie non compare più tra i firmatari del documento. Secondo lo storico francese specializzato nella genealogia dei personaggi dell'Alto Medioevo, Patrick Van Kerrebrouck, dopo essere stata ripudiata, Helie si fese monaca col nome di Petronilla, e morì qualche anno dopo.
Sempre secondo Patrick Van Kerrebrouck, nel 1040, Roberto era divenuto anche conte di Auxerre, dopo la morte del vescovo Ugo, avvenuta l'anno prima, dopo aver occupato la contea, alla morte del cognato, Rinaldo I di Nevers (c.1000-1040), conte di Nevers (1028-1040), secondo il Chronici Hugonis Floriacensis, marito di sua sorella, Alice o Edvige o Adela (circa 1003-ca. 1063), contessa di Auxerre; Roberto rinunciò al titolo, nel 1060, dopo aver fatto la pace, ancora secondo Patrick Van Kerrebrouck, col nipote Guglielmo I, nuovo conte di Nevers.
Nel 1049, sposò, in seconde nozze, la vedova del conte del Gâtinais, Goffredo Ferréol, Ermengarda (detta Bianca) d'Angiò, figlia del conte d'Angiò, Folco III Nerra, e Ildegarda di Sundgau, come ci conferma la Ex Historiæ Andegavensis fragmento. Il matrimonio tra Roberto ed Ermengarda ci viene confermato dalla Chroniques des Comtes d´Anjou et des Seigneurs d´Amboise (Paris).
Durante il governo di Roberto il ducato di Borgogna si spezzò in varie signorie che in pratica non dipendevano più dal duca, e si autogovernavano sia i feudi laici, come le contee di Chalon-sur-Saône o di Mâcon che le signorie ecclesiastiche come l'abbazia di Molesme. Il duca di Borgogna si ridusse allo stato di un tirannello senza scrupoli che passò la vita a saccheggiare le terre dei suoi vassalli, specialmente quelle della chiesa. Risulta che derubasse i raccolti del vescovo di Autun e depredasse le cantine dei canonici di Santo Stefano a Digione. Si narra che Aruino, vescovo di Langres, nel 1055, si rifiutasse di avventurarsi nei pressi di Digione, per consacrare la chiesa di Sennecey, per paura di essere esposto alla violenza del duca.
Risulta inoltre che Roberto non esitasse davanti a nessun crimine pur di soddisfare le sue ambizioni e i suoi desideri di vendetta. Risulta che, dopo aver ripudiato Helie di Semur, i rapporti con i signori di Semur si guastarono e Roberto, nel 1048, fece irruzione, con la forza, nell'abbazia di Saint-Germain, a Auxerre, per assassinare personalmente il proprio suocero, Dalmazio, e fare uccidere il giovane cognato, Joceran.
Roberto morì, nel 1076, a Fleurey-sur-Ouche, e gli succedette il nipote Ugo I figlio di Enrico di Borgogna, premorto al padre Roberto.

## Discendenza
Roberto da Helie di Semur ebbe cinque figli:
- Ugo[18][21] (1034-1059), che ancora secondo Patrick Van Kerrebrouck, nel 1059, morì in combattimento, nella guerra contro il conte di Nevers, Guglielmo I[17]
- Enrico di Borgogna[21] (1035 - circa 1070), erede del ducato di Borgogna, che premorì al padre
- Roberto[29] (1040-1113), che, come ci conferma il monaco e cronista inglese, Orderico Vitale, dopo la morte del fratello Enrico, divenne erede del ducato, ma il nipote Ugo lo sconfisse e lo allontanò dal ducato[30], che, andato in Sicilia, sposò la figlia del Gran Conte di Sicilia, Ruggero I[30] e di Eremburga di Mortain, Sibilla di Sicilia; divenne co-reggente della Sicilia, per conto dell'erede, ancora minorenne, anche lui di nome Ruggero[30], assieme alla madre Adelaide del Vasto, detta anche Adelasia nipote di Bonifacio della famiglia degli Aleramici[31]. Dopo aver difeso la Sicilia da ogni attacco per circa dieci anni (for ten years he defended the principality vigourously against all attacks)[30], dopo che Ruggero II era divenuto maggiorenne, Roberto fu avvelenato dalla suocera[30] (la matrigna della moglie).
- Simone[30] (1045-1087), fu allontanato dal ducato assieme al fratello, Roberto[30]
- Costanza (circa 1046-1093), che sposò, in prime nozze, Ugo II de Chalon († 1078) e nel 1081, in seconde nozze, il re di Castiglia e di León, Alfonso VI, come conferma la Ex chronico Ternociensis[32].

Roberto da Ermengarda (detta Bianca) d'Angiò ebbe una figlia:
- Ildegarda[26] (1056-1104), che, secondo il Chronicon sancti Maxentii Pictavensis, Chroniques des Eglises d'Anjou, sposò, come terza moglie il duca d'Aquitania, Guido Goffredo, dopo che quest'ultimo ebbe ripudiato la sua seconda moglie, Matilde[33].

## Ascendenza
|                         |                       |                            | Genitori                     |  |  | Nonni |  |  | Bisnonni      |  |  | Trisnonni            |  |
|                         |                       |                            |                              |  |  |       |  |  | Ugo il Grande |  |  | Roberto I di Francia |  |
|                         |                       |                            |                              |  |  |       |  |  | Ugo il Grande |  |  | Roberto I di Francia |  |
|                         |                       | Beatrice di Vermandois     |                              |  |  |       |  |  | Ugo il Grande |  |  |                      |  |
| Ugo Capeto              |                       |                            |                              |  |  |       |  |  | Ugo il Grande |  |  |                      |  |
|                         |                       | Edvige di Sassonia         | Enrico I di Sassonia         |  |  |       |  |  |               |  |  |                      |  |
|                         |                       | Edvige di Sassonia         | Enrico I di Sassonia         |  |  |       |  |  |               |  |  |                      |  |
|                         |                       | Edvige di Sassonia         | Matilde di Ringelheim        |  |  |       |  |  |               |  |  |                      |  |
| Roberto II di Francia   |                       | Edvige di Sassonia         |                              |  |  |       |  |  |               |  |  |                      |  |
|                         |                       | Guglielmo III di Aquitania | Ebalus di Aquitania          |  |  |       |  |  |               |  |  |                      |  |
|                         |                       | Guglielmo III di Aquitania | Ebalus di Aquitania          |  |  |       |  |  |               |  |  |                      |  |
|                         |                       | Guglielmo III di Aquitania | Aremburga                    |  |  |       |  |  |               |  |  |                      |  |
| Adelaide d'Aquitania    |                       | Guglielmo III di Aquitania |                              |  |  |       |  |  |               |  |  |                      |  |
|                         |                       | Adele di Normandia         | Rollone                      |  |  |       |  |  |               |  |  |                      |  |
|                         |                       | Adele di Normandia         | Rollone                      |  |  |       |  |  |               |  |  |                      |  |
|                         |                       | Adele di Normandia         | Poppa di Bayeux              |  |  |       |  |  |               |  |  |                      |  |
| Roberto I di Borgogna   |                       | Adele di Normandia         |                              |  |  |       |  |  |               |  |  |                      |  |
|                         | Bosone II di Provenza | Rotboldo I di Provenza     |                              |  |  |       |  |  |               |  |  |                      |  |
|                         | Bosone II di Provenza | Rotboldo I di Provenza     |                              |  |  |       |  |  |               |  |  |                      |  |
|                         | Bosone II di Provenza | …                          |                              |  |  |       |  |  |               |  |  |                      |  |
| Guglielmo I di Provenza | Bosone II di Provenza |                            |                              |  |  |       |  |  |               |  |  |                      |  |
|                         |                       | Costanza di Vienna         | Carlo Costantino di Vienna   |  |  |       |  |  |               |  |  |                      |  |
|                         |                       | Costanza di Vienna         | Carlo Costantino di Vienna   |  |  |       |  |  |               |  |  |                      |  |
|                         |                       | Costanza di Vienna         | Thiberge de Troyes           |  |  |       |  |  |               |  |  |                      |  |
| Costanza d'Arles        |                       | Costanza di Vienna         |                              |  |  |       |  |  |               |  |  |                      |  |
|                         |                       | Folco II d'Angiò           | Folco I d'Angiò              |  |  |       |  |  |               |  |  |                      |  |
|                         |                       | Folco II d'Angiò           | Folco I d'Angiò              |  |  |       |  |  |               |  |  |                      |  |
|                         |                       | Folco II d'Angiò           | Rosalia di Loches            |  |  |       |  |  |               |  |  |                      |  |
| Adelaide d'Angiò        |                       | Folco II d'Angiò           |                              |  |  |       |  |  |               |  |  |                      |  |
|                         |                       | Gerberga d'Orleans         | Geoffrey, Visconte d'Orléans |  |  |       |  |  |               |  |  |                      |  |
|                         |                       | Gerberga d'Orleans         | Geoffrey, Visconte d'Orléans |  |  |       |  |  |               |  |  |                      |  |
|                         |                       | Gerberga d'Orleans         | Ada d'Auvergne               |  |  |       |  |  |               |  |  |                      |  |
|                         |                       | Gerberga d'Orleans         |                              |  |  |       |  |  |               |  |  |                      |  |

### Fonti primarie
- (LA)  Monumenta Germaniae Historica, Scriptores, tomus IX.
- (LA)  Monumenta Germaniae Historica, Scriptores, tomus XIII.
- (LA)  Monumenta Germaniae Historica, Scriptores, tomus XXIII.
- (LA)  Rodulfus Glaber Cluniacensis, Historiarum Sui Temporis Libri Quinque.
- (LA)  Recueil des historiens des Gaules et de la France. Tome 10.
- (LA)  Recueil des historiens des Gaules et de la France. Tome 11.
- (LA)  Acta Sanctorum, October, volume 58.
- (LA)  Obituaires de la province de Sens. Tome 1 / Tome 1 / Partie 1.
- (LA)  Chroniques des comtes d'Anjou.
- (LA)  Saeculum XII. Orderici Vitalis,... Historia ecclesiastica.
- (LA)  Petit, E. (1894) Histoire des ducs de Bourgogne de la race Capétienne (Paris).
- (LA)  Recueil des chartes de l'abbaye de Cluny. Tome 4.
- (LA)  Recueil des chartes de l´abbaye de Saint-Germain-des-Prés, tome I.
- (LA)  Patrologiæ cursus completus, Series Latina, Vol. 143.
- (LA)  Chroniques des Comtes d´Anjou et des Seigneurs d´Amboise (Paris).
- (LA)  Chronicon Santi Maxentii Pictavinis, Chroniques des Eglises d´Anjou.

### Letteratura storiografica
- Louis Halphen, "La Francia dell'XI secolo", cap. XXIV, vol. II (L'espansione islamica e la nascita dell'Europa feudale) della Storia del Mondo Medievale, 1979, pp. 770–806.
- Louis Halphen, "Il regno di Borgogna", cap. XXV, vol. II (L'espansione islamica e la nascita dell'Europa feudale) della Storia del Mondo Medievale, 1979, pp. 807–821.
- William John Corbett, "L'evoluzione del ducato di Normandia e la conquista normanna dell'Inghilterra", cap. I, vol. VI (Declino dell'impero e del papato e sviluppo degli stati nazionali) della Storia del Mondo Medievale, 1980 pp. 5–55.